# Benson Gicharu
Benson Gicharu Njangiru (* 3. Mai 1985 in Murang’a) ist ein kenianischer Amateurboxer und Olympiateilnehmer von 2012 im Fliegengewicht und 2016 im Bantamgewicht.

## Boxkarriere
Der rund 1,67 m große Polizeibeamte boxt in der Linksauslage des Fliegengewichts (bis 52 kg). Er gewann unter anderem 2008 den Yamashita Cup in Nakuru und 2009 die Kenianischen Meisterschaften. Zudem startete er bei den Weltmeisterschaften 2009 in Mailand, unterlag dort jedoch im ersten Kampf knapp gegen Michael Anu aus Nigeria (10:11).
Auf einen 5. Platz bei den Commonwealth-Meisterschaften 2010 folgte ein 3. Platz bei den Ostafrikanischen Meisterschaften 2010. Den bis dahin größten Erfolg erzielte er bei den Commonwealth Games 2010 in Neu-Delhi, als er gegen Camillo Kaikai aus Papua-Neuguinea, Dexter Jordan aus Guyana und Oteng Oteng aus Botswana das Finale erreichte, dort kampflos ausstieg und somit die Silbermedaille gewann. Bei den Afrikaspielen 2011 unterlag er diesmal im Viertelfinale gegen Oteng Oteng und schied somit auf Platz 5 aus.
Beim Erinnerungsturnier für Benazir Bhutto 2011 in Islamabad erreichte er gegen Abdul Waheed aus Pakistan, Jack Tepora von den Philippinen und Jasurbek Latipov aus Usbekistan erneut das Finale, welches er gegen Muhammad Waseem aus Pakistan verlor. Einen weiteren 2. Platz erreichte er 2012 bei der afrikanischen Olympiaqualifikation in Casablanca. Er besiegte Artur Guifutela aus Mosambik, Olivier Lavigilante aus Mauritius und Duke Micah aus Ghana, ehe er im Finale erneut gegen Oteng Oteng verlor.
Daraufhin startete er bei den Olympischen Spielen 2012 in London, wo er im ersten Kampf gegen den Ägypter Hesham Abdelaal ausschied (16:19). 2013 startete er im Bantamgewicht bei den Weltmeisterschaften in Almaty, schlug in der Vorrunde Jhonny Blanco aus Venezuela (3:0), unterlag jedoch im Achtelfinale gegen den späteren Weltmeister Cavid Çələbiyev aus Aserbaidschan (1:2). Bei den Commonwealth Games 2014 in Glasgow gewann er eine Bronzemedaille.
Nachdem er beim World Olympic Qualifier im Juni 2016 im Viertelfinale gescheitert war, gewann er das WSB/APB-Olympiaturnier in Venezuela und war damit bei den Olympischen Spielen 2016 startberechtigt. Dort unterlag er aber im ersten Kampf gegen Erdenebatyn Tsendbaatar.
Bei den Commonwealth Games 2018 unterlag er im Achtelfinale gegen Peter McGrail.